# Fundenii Noi, Galați
Fundenii Noi este satul de reședință al comunei Fundeni din județul Galați, Moldova, România.
 Acest articol despre o localitate din județul Galați este deocamdată un ciot. Puteți ajuta Wikipedia prin completarea lui.